# Groß Germersleben
Groß Germersleben (Nederduits: Groten Garmslä) is een plaats en voormalige gemeente in de Duitse deelstaat Saksen-Anhalt, en maakt deel uit van de Landkreis Börde.